# 'S Wonderful
'S Wonderful is een populaire jazzstandard, gecomponeerd door George Gershwin en geschreven door Ira Gershwin. Het nummer werd geïntroduceerd tijdens de Broadway-musical Funny Face (1927) door Adele Astaire en Allen Kearns.

## Bijzonderheden
Ira Gershwin schrijft over het klankeffect van de eerste tekstregels – ’S wonderful! ’S marvelous - in zijn boek Lyrics on Several Occasions het volgende:

“De belangrijkste reden voor het schrijven van de eerste vier tekstregels was om het sissende geluidseffect te krijgen door de "it" van "it’s" weg te laten en de overgebleven "s" te laten versmelten met de eerste lettergreep van het volgende woord. Dus ik sta vaak versteld van het feit waarom sommige zangers dan toch zo nodig “It’s wonderful”, “It’s marvelous” moeten zingen”.

Het lied wordt ook gebruikt in de filmversie uit 1936 ‘She Knew What She Wanted’ met Betty Ann Davis in de hoofdrol en in de gelijknamige film ‘Funny Face’ uit 1957 met Fred Astaire en Audrey Hepburn in de hoofdrollen. Ook in de revival van de musical in 1983, uitgebracht onder de naam ‘My One and Only’, werd het lied gebruikt. Het lied werd voor verschillende mediaproducties gebruikt, waaronder de film An American in Paris, waarin het gezongen werd door Gene Kelly. Ook in Starlift (1951) werd het nummer gezongen, door Doris Day. Verder werd het nummer vaak gespeeld in muziekproducties, voornamelijk door jazzartiesten.
Robert Long heeft in 1997 een vertaling van het lied uitgebracht met als titel: “Meen je dat?”, “Maak het nou!”.

## Vorm en tempo
Het lied heeft 32 maten en heeft de vorm A-Á-B-Á. Het tempo is niet te langzaam (moderato) met als extra aanduiding “Liltingly”. Het lied heeft een alla breve maatsoort en staat in Es majeur.

Het A-gedeelte van het lied:

## Vertolkers
- Brian Wilson,
- Anita O'Day,
- Gene Kelly,
- Ella Fitzgerald,
- Judy Garland,
- Joe Williams,
- John Pizzarelli,
- Sarah Vaughan,
- Karrin Allyson,
- Diana Krall
- João Gilberto.
- Dave Grusin,
- Ray Conniff,
- Lee Konitz
- Lennie Tristano
- Joe Williams
- Sonny Stitt
- Lionel Hampton
- Oscar Peterson
- Dave Brubeck
- Barbara Carroll
- Eddie Condon
- Page Cavanaugh
- Teddy Wilson
- Buddy DeFranco
- Harry Edison
- Torsten Zwingenberger
- Dizzy Gillespie
- Coleman Hawkins
- Johnny Hodges
- Ray McKinley
- Joe Williams
- Helen Merrill
- Clifford Brown
- Herbie Nichols
- Red Nichols
- Ernie Royal
- Artie Shaw
- Paul Smith
- Count Basie
- Stuff Smith
- Art Tatum
- Benny Carter
- Louie Bellson
- Billy Taylor
- Frank Trumbauer
- Charlie Ventura

## Opmerkelijke opnames
- Bing Crosby - The Bing Crosby CBS Radio Recordings (1954-56)
- Helen Merrill - Helen Merrill with Clifford Brown (1954)
- Ella Fitzgerald - Ella Fitzgerald Sings the George and Ira Gershwin Songbook (1959)
- Ray Conniff - 16 Most Requested Songs of the 1950's, Vol. 1 (1989)
- Skylab - Red Hot + Rhapsody (1998)
- Stacey Kent - Let Yourself Go (1999)
- Diana Krall - The Look of Love (2001)
- Rod Stewart - Stardust: The Great American Songbook Volume III (2004)
- Rita Reys - Live At Carré (2007)
- Brian Wilson - Brian Wilson Reimagines Gershwin (2010)